# آداتپه
آداتپه (به ترکی استانبولی: Adatepe) یک منطقهٔ مسکونی در ترکیه است که در دورک واقع شده‌است.